# Bag Raiders
Bag Raiders es una banda australiana de música electrónica y rock fundada en 2006 por Jack Glass y Marek Stracey. Ambos tocan teclados, tambores y actúan como vocalistas, productores y remezcladores en el grupo con Stracey además tocando la guitarra. También se presentan como disc jockeys, escribiendo y produciendo remixes de trabajos de otros artistas. En 2009 fueron clasificados en el número 11 en la encuesta Inthemix de los mejores 50 DJs de Australia.
En octubre de 2010 publicaron su álbum de estudio debut autoeditado, que alcanzó el puesto número 7 en la lista de álbumes de Australia y recibió una nominación en los J Awards. Su canción «Shooting Stars» recibió renovada popularidad en 2017, debido a los fenómenos de internet.

## Historia
Ambos músicos de formación clásica, Jack Glass y Marek Stracey se reunieron en la sala de práctica de la orquesta de la Escuela Cranbrook con Jack tocando piano y violonchelo, y Stracey tocando violín, guitarra y clarinete. En 2005, el dúo recobró y comenzó a mezclar géneros como el hip-hop cons CDs de música rock de los años 70, sus inspiraciones musicales incluyen Earth, Wind & Fire, The Brothers Johnson, 808 State y Orbital. Bag Raiders como banda de dance alternativo fue fundada en 2006.
La banda lanzó su álbum debut de estudio homónimo, Bag Raiders, el 1 de octubre de 2010, llegó a ubicarse en el número 7 en la lista de álbumes de Australia. Su canción, «Shooting Stars» alcanzó el número 18 de la lista Triple J Hottest 100 del 2009. Al año siguiente «Way Back Home», alcanzó el número 46 en esta misma lista. El segundo sencillo «Way Back Home» debutó en el número 77 en los ARIA Charts el 29 de agosto de 2010. También se ubicó en el número 38 en la lista oficial de Alemania, el 6 de junio de 2011 después de ser utilizado en el comercial de televisión alemana Vodafone Y luego subió a la posición No. 19. Un tercer sencillo con la colaboración de Dan Black, «Sunlight» fue lanzado a la radio australiana en noviembre de 2010. En febrero de 2011 alcanzó el número 84 en el Top 100 de ARIA.

### Shooting Stars
Bag Raiders encontró éxito con su canción «Shooting Stars», lanzado originalmente como sencillo en 2009. La canción alcanzó el número 1 en el ARIA Singles Chart ubicándose en el número 43 en la lista anual de artistas australianos de 2009. En agosto de 2013, «Shooting Stars» volvió a entrar en el ARIA Singles Chart, alcanzando el top 50 en el #44. En 2017, la canción «Shooting Stars» volvió a recobrar popularadidad después de ser colocada en un Fenómeno de Internet que ofrece a la gente así como los animales que caen con fondos surrealistas, fondo espacioso. La popularidad de la canción ha sido reconocida desde entonces por la propia banda.

## Discografía

### Álbumes de estudio
- Bag Raiders (2010)[14]
- Horizons (2019)

### EP
- The Bag Raiders EP (1988)
- Fun Punch EP (1991)
- «Turbo Love!» (1994)
- Turbo Love Remixes (2003)
- Big Fun EP (2009)
- «Nairobi» (2014)
- «Waterfalls» (2015)
- «Friend Inside» (2015)
- «Checkmate» (2016)

### Sencillos Más Populares
- «Shooting Stars» (2009)
- «Way Back Home» (2010)
- «Sunlight» (2010)
- «Not Over» (2011)
- «did you love» (2018)
- «Dance Dance» (2018)
- «Se La Amour» (2015)
- «ILS» (2015)
- Go Eslovakia» (2016)
- R-E-V» (2000)
- K» (2001)

etc +100 canciones más

### Remixes
- Lost Valentinos – «CCTV» (Bag Raiders Vs Van She Tech Remix, 2007)
- Lost Valentinos – «Kafka!» (Bag Raiders What Y'All Kno' Bout Seven Remix, 2007)
- Muscles – «One Inch Badge Pin" (Bag Raiders Remix, 2007)
- Kid Sister – «Pro Nails» (Bag Raiders Remix, 2007)
- K.I.M. – «B.T.T.T.T.R.Y.» (Bag Raiders Remix, 2007) banda sonora de Grand Theft Auto IV[5]
- Bag Raiders – «Fun Punch» (Bag Raiders Remix, 2008)
- Cut Copy – «Far Away» (Bag Raiders Remix, 2008)
- Galvatrons – «When We Were Kids» (Bag Raiders Remix, 2008)
- Headman – «Catch Me If U Can» (Bag Raiders Remix, 2008)
- Midnight Juggernauts – «Twenty Thousand Leagues» (Bag Raiders Remix, 2008)
- Super Mal – «Bigger Than Big» (Bag Raiders Remix, 2008)
- ZZZ – «Lion» (Bag Raiders Remix, 2008)
- Monarchy - «I Won't Let Go» (Bag Raiders Remix, 2011)
- The Ting Tings – «Silence» (Bag Raiders Remix, 2012)
- Banks – «Beggin for Thread» (Bag Raiders Remix, 2015)